# 베고바야역 (상트페테르부르크 지하철)
베고바야역(러시아어: Беговая)은 러시아 상트페테르부르크 시에 있는 상트페테르부르크 지하철 넵스코 바실레오스트롭스카야 선의 북쪽 시종점역이다. 프리모르스카야 역에서 북쪽으로의 연장 프로젝트 일환으로 2018년 5월 26일에 개통하였다.

## 역명
인근 거리명을 반영하여 제정된 역명으로, 2014년 6월 23일 이전에는 "사브우시키나 스트리트"의 임시 역명이 존재하였다. 2014년 6월 23일, 상트페테르부르크 정부의 지침에 따라 변경되었다.

## 사진

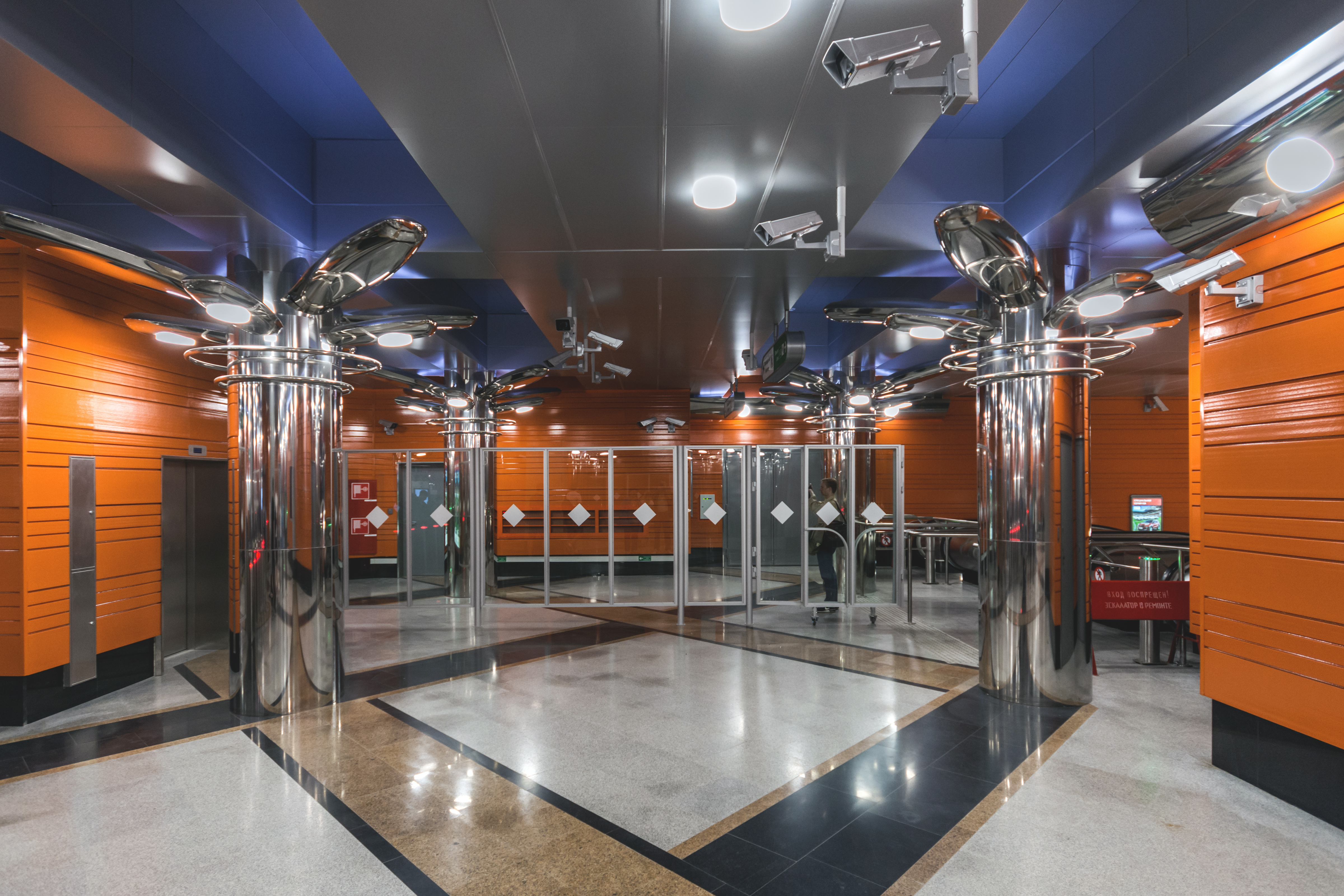
대합실
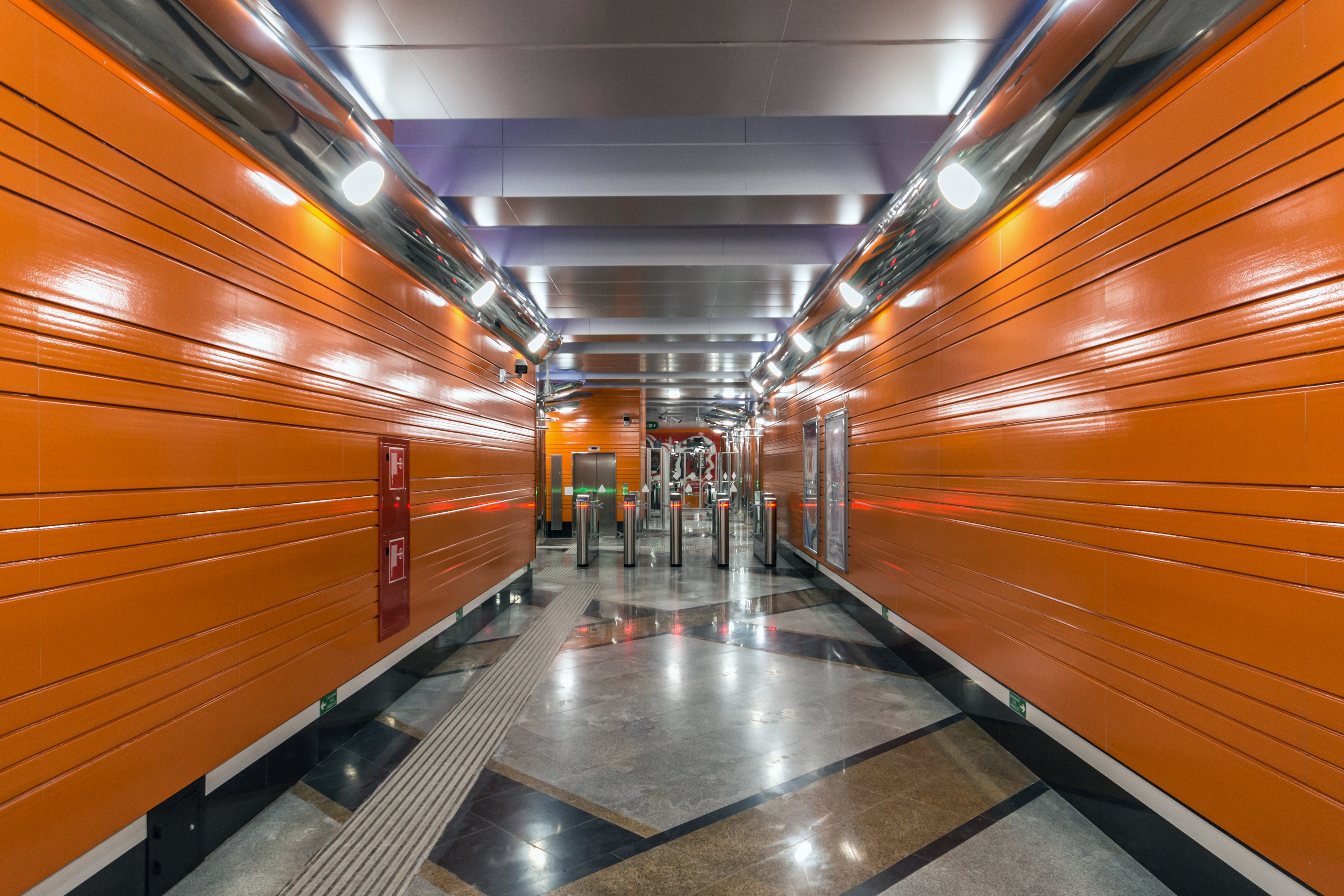
게이트